# Austin Butler
Austin Robert Butler (sinh ngày 17 tháng 8 năm 1991) là một nam diễn viên truyền hình người Hoa Kỳ. Anh được biết đến nhiều với vai diễn hóa thân thành biểu tượng nhạc rock quá cố Elvis Presley trong bộ phim “Elvis” năm 2022.
Butler bắt đầu sự nghiệp diễn viên truyền hình trên Disney Channel và Nickelodeon, sau đó anh đóng các bộ phim Life Unexpected (2010–2011) và Switched at Birth (2011–2012) của The CW. Anh bắt đầu được công chúng đón nhận sau vai chính trong các bộ phim The Carrie Diaries (2013–2014) và The Shannara Chronicles (2016–2017).

## Tham gia

### Phim điện ảnh
| Năm  | Tên                           | Vai diễn          | Đạo diễn          | Chú thích                              |
| ---- | ----------------------------- | ----------------- | ----------------- | -------------------------------------- |
| 2007 | The Faithful                  | Danny             | Jacob Chase       | Phim ngắn                              |
| 2009 | Aliens in the Attic           | Jake Pearson      | John Schultz      | [ 1 ] [ 2 ] [ 3 ]                      |
| 2011 | Sharpay's Fabulous Adventure  | Peyton Leverett   | Michael Lembeck   | Phát hành trực tiếp dưới dạng băng đĩa |
| 2012 | My Uncle Rafael               | Cody Beck         | Marc Fusco        |                                        |
| 2013 | Life Life in in Space Space   | Assistant Shnotzy | Tyson Persall     | Phim ngắn                              |
| 2015 | The Intruders                 | Noah Henry        | Adam Massey       |                                        |
| 2016 | Yoga Hosers                   | Hunter Calloway   | Kevin Smith       |                                        |
| 2018 | Dude                          | Thomas Daniels    | Olivia Milch      |                                        |
| 2019 | The Dead Don't Die            | Jack              | Jim Jarmusch      |                                        |
| 2019 | Once Upon a Time in Hollywood | Tex Watson        | Quentin Tarantino |                                        |
| 2022 | Elvis                         | Elvis Presley     | Baz Luhrmann      |                                        |
| 2023 | Dune: Part Two                | Feyd-Rautha       | Denis Villeneuve  | Trong giai đoạn quay phim              |

### Phim truyền hình
| Năm        | Tên                      | Vai diễn                 | Chú thích                           |
| ---------- | ------------------------ | ------------------------ | ----------------------------------- |
| 2006; 2007 | Hannah Montana           | Toby / Derek Hanson      | 2 tập                               |
| 2007       | iCarly                   | Jake Krandle             | 1 tập                               |
| 2007; 2008 | Zoey 101                 | Danifer / James Garrett  | Vai khách mời 1 tập Vai chính 9 tập |
| 2008       | Out of Jimmy's Head      | Lance                    | 1 tập                               |
| 2009       | Ruby & the Rockits       | Jordan Gallagher         | Vai chính, 10 tập                   |
| 2009       | Zeke and Luther          | Rutger Murdock           | 1 tập                               |
| 2009       | Jonas                    | Stone Stevens            | 2 tập                               |
| 2009       | CSI: Miami               | Josh Chapman             | 1 tập                               |
| 2009       | The Defenders            | Cody Dennis              | 1 tập                               |
| 2010       | Wizards of Waverly Place | George                   | 1 tập                               |
| 2010–2011  | Life Unexpected          | Jones Mager              | Vai định kỳ, 10 tập                 |
| 2011       | CSI: NY                  | Benjamin Gold            | 1 tập                               |
| 2011       | The Bling Ring           | Zack Garvey              | Phim truyền hình                    |
| 2011–2012  | Switched at Birth        | James "Wilkie" Wilkerson | Vai định kỳ, 10 tập                 |
| 2012       | Are You There, Chelsea?  | Luke                     | 1 tập                               |
| 2013–2014  | The Carrie Diaries       | Sebastian Kydd           | Vai chính, 26 tập                   |
| 2014–2015  | Arrow                    | Chase                    | 3 tập                               |
| 2016–2017  | The Shannara Chronicles  | Wil Ohmsford             | Vai chính, 20 tập                   |
| TBA        | Masters of the Air       | Maj. Gale Cleven         | Vai chính                           |

### Kịch
| Năm  | Tên                 | Vai diễn    | Địa điểm                  | Chú thích |
| ---- | ------------------- | ----------- | ------------------------- | --------- |
| 2014 | Death of the Author | Bradley     | Nhà hát Geffen            |           |
| 2018 | The Iceman Cometh   | Don Parritt | Nhà hát Bernard B. Jacobs | Broadway  |